# Bryocorinae
Bryocorinae – podrodzina pluskwiaków różnoskrzydłych z rodziny tasznikowatych (Miridae). Stosunkowo nieliczna rodzina, która zwykle dzielona jest na pięć plemion: Bryocorini, Dicyphini, Odoniellini, Monaloniini i Eccritotarsini. Do tej pory opisano około 200 rodzajów należących do Bryocorinae. W Polsce występują przedstawiciele dwóch pierwszych plemion. Wykazanie cech, na podstawie których można wyodrębnić Bryocorinae od innych podrodzin jest trudne.

## Biologia
Przedstawiciele tej podrodziny to formy zarówno drapieżne jak i fitofagiczne, a także takie, które pobierają pokarm mieszany. Znamy gatunki fitofagiczne potrzebujące do swojego rozwoju pokarmu pochodzenia zwierzęcego jak i drapieżniki, które muszą uzupełniać dietę pokarmem roślinnym. Występują na roślinach zielnych, a także na drzewach i krzewach liściastych. Większość preferuje ciepłe i wilgotne biotopy. W Polsce zimują w postaci jaja lub imago.